# Il linguaggio del corpo
Il linguaggio del corpo è un singolo del duo musicale italiano Paola & Chiara, in collaborazione con la rapper e cantautrice italiana BigMama, pubblicato il 20 settembre 2024.

## Descrizione
Annunciato dalle tre artiste il 16 settembre 2024, il brano è stato scritto dalle due sorelle Iezzi e BigMama insieme ad Alessandro La Cava, Federica Abbate e Jacopo Èttorre e prodotto da Starchild. Il testo trasmette un messaggio di autoaccettazione e invita a esprimere la propria identità con audacia, anche quando ci si sente diversi rispetto alle aspettative sociali.

## Promozione
Il singolo è stato eseguito per la prima volta il 17 settembre 2024 durante le registrazioni dell'evento musicale Suzuki Music Party condotto da Amadeus per l'emittente televisiva Nove (puntata mandata in onda il 22 settembre 2024).

## Video musicale
Il video musicale, diretto da Paolo Santambrogio, è stato pubblicato il 23 settembre 2024 attraverso il canale YouTube del duo musicale.

## Tracce
Testi e musiche di Chiara Iezzi, Paola Iezzi, Marianna Mammone, Alessandro La Cava, Federica Abbate, Jacopo Èttorre, Zincanteturbo.
1. Il linguaggio del corpo (feat. BigMama) – 2:31

## Date di pubblicazione
| Paese  | Data              | Formato                      | Etichetta  | Nota  |
| ------ | ----------------- | ---------------------------- | ---------- | ----- |
| Mondo  | 20 settembre 2024 | Download digitale, streaming | Columbia   | [ 8 ] |
| Italia | 27 settembre 2024 | Contemporary hit radio       | Sony Italy | [ 9 ] |